# Gymnodia lasiopa
Gymnodia lasiopa är en tvåvingeart som beskrevs av Fritz Isidore van Emden 1965. Gymnodia lasiopa ingår i släktet Gymnodia och familjen husflugor. Inga underarter finns listade i Catalogue of Life.